# Mmakau
Mmakau è un centro abitato sudafricano situato nella municipalità distrettuale di Bojanala Platinum nella provincia del Nordovest.
Il villaggio è sottoposto all'autorità tribale di Bakgatla ba Mmakau.

## Geografia fisica
Il centro abitato sorge a circa 30 chilometri a nord-ovest della città di Pretoria.